# Bahnstrecke Číčenice–Haidmühle
| Kursbuchstrecke (SŽ): | 197                  |                                                                                           |                                                                                           |
| Streckenlänge: | 69,715 km            |                                                                                           |                                                                                           |
| Spurweite: | 1435 mm (Normalspur) |                                                                                           |                                                                                           |
| Streckenklasse: | C2                   |                                                                                           |                                                                                           |
| Streckengeschwindigkeit: | 60 km/h              |                                                                                           |                                                                                           |
| |                      |                                                                                           |                                                                                           |
| \| \| \| von Plzeň (vorm. KFJB) \| \| \| \| 0,000 \| Číčenice früher Wodňan-Čičenic \| 390 m \| \| \| \| \| \| \| \| \| nach České Budějovice (vorm. KFJB) und nach Týn nad Vltavou (vorm. LB Wodňan–Moldauthein) \| \| \| \| \| \| \| \| \| 4,309 \| Vodňany früher Wodňan Stadt \| 405 m \| \| \| 7,200 \| Pražák \| 420 m \| \| \| 10,300 \| Svinětice früher Svinětitz \| 420 m \| \| \| 12,413 \| Bavorov früher Barau \| 430 m \| \| \| \| Blanice \| \| \| \| 16,500 \| Blanice früher Blanitz \| 440 m \| \| \| \| \| \| \| \| 18,623 \| Strunkovice nad Blanicí früher Strunkowitz a. d. Blanitz-Wällischbirken \| 455 m \| \| \| \| \| \| \| \| 23,321 \| Husinec u Netolic früher Husinetz \| 585 m \| \| \| \| ehemalige Protektoratsgrenze (1938–1945) \| \| \| \| 27,577 \| Prachatice früher Prachatitz \| 545 m \| \| \| 29,300 \| Prachatice lázně \| 585 m \| \| \| 33,700 \| Rohanov früher Thonetschlag \| 695 m \| \| \| 36,654 \| Chroboly früher Chrobold \| 760 m \| \| \| 38,700 \| Ovesné u Prachatic \| 795 m \| \| \| 41,000 \| Skříněřov früher Schreinetschlag \| 820 m \| \| \| 45,495 \| Zbytiny früher Oberhaid \| 800 m \| \| \| 47,000 \| Spálenec \| 785 m \| \| \| 55,871 \| Volary früher Wallern in Böhmen \| 760 m \| \| \| \| nach Strakonice (vorm. LB Strakonitz–Winterberg) \| \| \| \| \| Teplá Vltava \| \| \| \| 59,800 \| Dobrá na Šumavě früher Guthausen \| 745 m \| \| \| \| Studená Vltava \| \| \| \| \| von České Budějovice (vorm. Vereinigte Böhmerwald-Lokalbahnen) \| \| \| \| 61,866 \| Černý Kříž früher Schwarzes Kreuz \| 740 m \| \| \| 65,703 \| Stožec früher Tusset-Böhm. Röhren \| 785 m \| \| \| 69,615 \| Nové Údolí früher Neuthal \| 805 m \| \| \| \| Eisenbahnmuseum Pošumavská jižní dráha \| \| \| \| \| Pošumavská jižní dráha, Streckenende in Tschechien \| \| \| \| 69,715 \| Ruttenbach (Grenze Tschechien–Deutschland)[1] 805 m \| Ruttenbach (Grenze Tschechien–Deutschland)[1] 805 m \| \| \| \| Pošumavská jižní dráha, Streckenende in Deutschland \| \| \| \| \| Haidmühle (Niederbay) \| \| \| \| \| nach Waldkirchen (vorm. K. Bay. Sts. B.) \| \| \| \| \| \| \| \| Quellen: [2][3] \| \| \| \| |                      |                                                                                           |                                                                                           |
| Strecke |                      | von Plzeň (vorm. KFJB)                                                                    | von Plzeň (vorm. KFJB)                                                                    |
| Bahnhof | 0,000                | Číčenice früher Wodňan-Čičenic                                                            | 390 m                                                                                     |
| |                      |                                                                                           |                                                                                           |
| Abzweig geradeaus und nach links |                      | nach České Budějovice (vorm. KFJB) und nach Týn nad Vltavou (vorm. LB Wodňan–Moldauthein) | nach České Budějovice (vorm. KFJB) und nach Týn nad Vltavou (vorm. LB Wodňan–Moldauthein) |
| |                      |                                                                                           |                                                                                           |
| Bahnhof | 4,309                | Vodňany früher Wodňan Stadt                                                               | 405 m                                                                                     |
| Haltepunkt / Haltestelle | 7,200                | Pražák                                                                                    | 420 m                                                                                     |
| Haltepunkt / Haltestelle | 10,300               | Svinětice früher Svinětitz                                                                | 420 m                                                                                     |
| Bahnhof | 12,413               | Bavorov früher Barau                                                                      | 430 m                                                                                     |
| Brücke über Wasserlauf |                      | Blanice                                                                                   | Blanice                                                                                   |
| Haltepunkt / Haltestelle | 16,500               | Blanice früher Blanitz                                                                    | 440 m                                                                                     |
| |                      |                                                                                           |                                                                                           |
| Bahnhof | 18,623               | Strunkovice nad Blanicí früher Strunkowitz a. d. Blanitz-Wällischbirken                   | 455 m                                                                                     |
| |                      |                                                                                           |                                                                                           |
| Bahnhof | 23,321               | Husinec u Netolic früher Husinetz                                                         | 585 m                                                                                     |
| Grenze |                      | ehemalige Protektoratsgrenze (1938–1945)                                                  | ehemalige Protektoratsgrenze (1938–1945)                                                  |
| Bahnhof | 27,577               | Prachatice früher Prachatitz                                                              | 545 m                                                                                     |
| Haltepunkt / Haltestelle | 29,300               | Prachatice lázně                                                                          | 585 m                                                                                     |
| Haltepunkt / Haltestelle | 33,700               | Rohanov früher Thonetschlag                                                               | 695 m                                                                                     |
| Bahnhof | 36,654               | Chroboly früher Chrobold                                                                  | 760 m                                                                                     |
| Haltepunkt / Haltestelle | 38,700               | Ovesné u Prachatic                                                                        | 795 m                                                                                     |
| Haltepunkt / Haltestelle | 41,000               | Skříněřov früher Schreinetschlag                                                          | 820 m                                                                                     |
| Bahnhof | 45,495               | Zbytiny früher Oberhaid                                                                   | 800 m                                                                                     |
| Haltepunkt / Haltestelle | 47,000               | Spálenec                                                                                  | 785 m                                                                                     |
| Bahnhof | 55,871               | Volary früher Wallern in Böhmen                                                           | 760 m                                                                                     |
| Abzweig geradeaus, nach rechts und ehemals von rechts |                      | nach Strakonice (vorm. LB Strakonitz–Winterberg)                                          | nach Strakonice (vorm. LB Strakonitz–Winterberg)                                          |
| Brücke über Wasserlauf |                      | Teplá Vltava                                                                              | Teplá Vltava                                                                              |
| Bahnhof | 59,800               | Dobrá na Šumavě früher Guthausen                                                          | 745 m                                                                                     |
| Brücke über Wasserlauf |                      | Studená Vltava                                                                            | Studená Vltava                                                                            |
| Abzweig geradeaus und von links |                      | von České Budějovice (vorm. Vereinigte Böhmerwald-Lokalbahnen)                            | von České Budějovice (vorm. Vereinigte Böhmerwald-Lokalbahnen)                            |
| Bahnhof | 61,866               | Černý Kříž früher Schwarzes Kreuz                                                         | 740 m                                                                                     |
| Haltepunkt / Haltestelle | 65,703               | Stožec früher Tusset-Böhm. Röhren                                                         | 785 m                                                                                     |
| Bahnhof | 69,615               | Nové Údolí früher Neuthal                                                                 | 805 m                                                                                     |
| |                      | Eisenbahnmuseum Pošumavská jižní dráha                                                    |                                                                                           |
| |                      | Pošumavská jižní dráha, Streckenende in Tschechien                                        |                                                                                           |
| Grenze auf Brücke | 69,715               | Ruttenbach (Grenze Tschechien–Deutschland) 805 m                                          | Ruttenbach (Grenze Tschechien–Deutschland) 805 m                                          |
| |                      | Pošumavská jižní dráha, Streckenende in Deutschland                                       |                                                                                           |
| Bahnhof (Strecke außer Betrieb) |                      | Haidmühle (Niederbay)                                                                     | Haidmühle (Niederbay)                                                                     |
| Strecke (außer Betrieb) |                      | nach Waldkirchen (vorm. K. Bay. Sts. B.)                                                  | nach Waldkirchen (vorm. K. Bay. Sts. B.)                                                  |
| |                      |                                                                                           |                                                                                           |
| Quellen: |                      |                                                                                           |                                                                                           |

Die Bahnstrecke Číčenice–Haidmühle ist eine regionale Eisenbahnverbindung in Tschechien, deren zwei Teilstrecken ursprünglich von der Lokalbahn Wodňan–Prachatitz und den Vereinigten Böhmerwald-Lokalbahnen als staatlich garantierte Lokalbahn erbaut wurde. Sie verläuft von Číčenice über Prachatice (Prachatitz) und Volary (Wallern) nach Nové Údolí (Neuthal). Der grenzüberschreitende Abschnitt ins bayerische Haidmühle wurde nach dem Zweiten Weltkrieg stillgelegt und abgebaut.
Nach einem Erlass der tschechischen Regierung ist die Strecke seit dem 20. Dezember 1995 als regionale Bahn („regionální dráha“) klassifiziert.

## Geschichte
Erste Projekte für eine Eisenbahn im südlichen Böhmerwald stammten schon aus den 1870er Jahren. In jener Zeit wurde eine Eisenbahn von Liebenau in Nordböhmen bis zur Reichsgrenze bei Kuschwarda („Böhmische Südwestbahn“) projektiert. Die finanziellen Folgen der Wirtschaftskrise von 1873 ließen dieses Projekt jedoch scheitern.

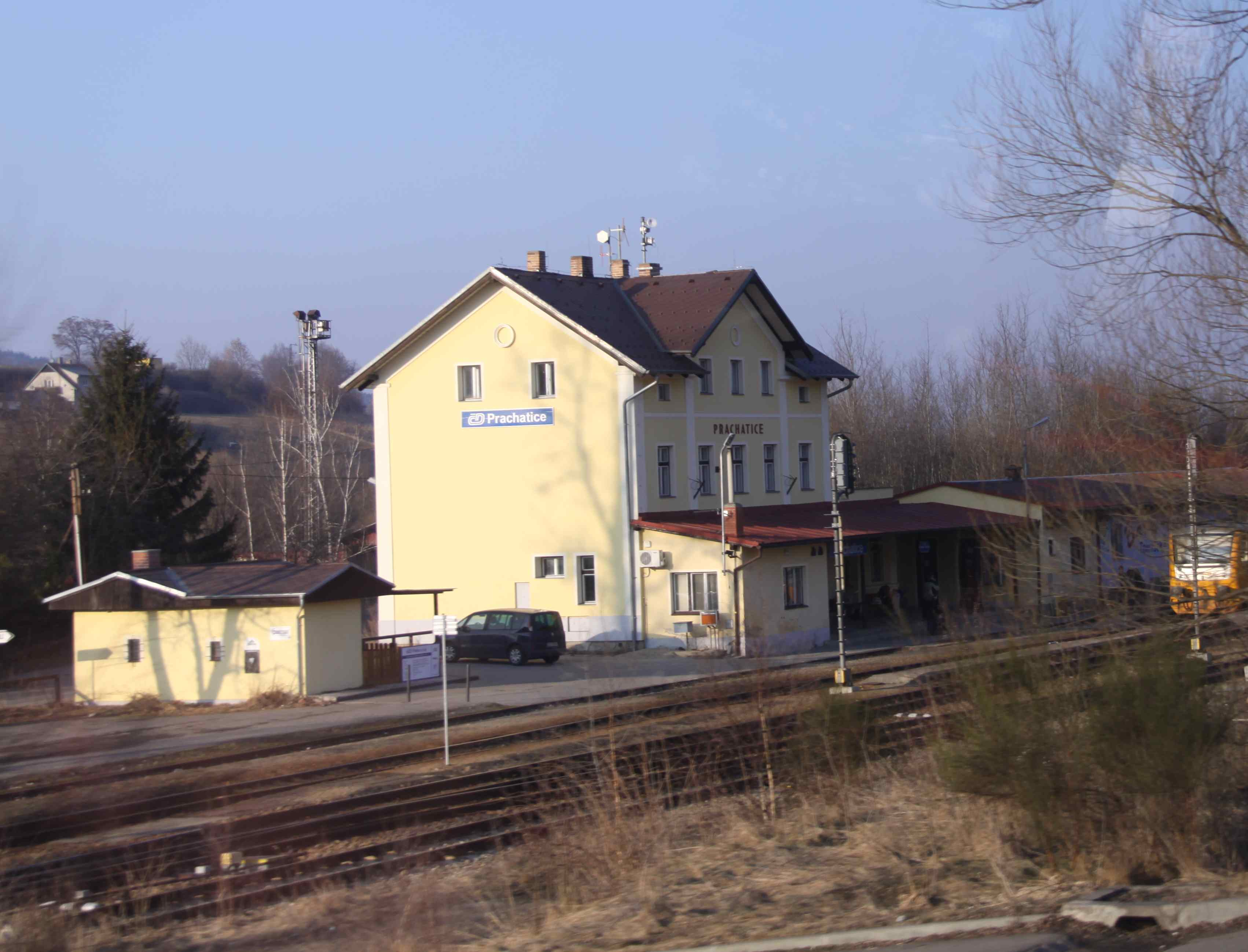
Bahnhof Prachatice (2011)

Die Konzession für die Lokalbahn von Wodňan nach Prachatitz wurde am 18. April 1892 erteilt. Am 18. Oktober 1893 wurde die Strecke eröffnet. Den Betrieb führten die k.k. Staatsbahnen (kkStB) für Rechnung der Eigentümer aus. Am 22. Mai 1898 erhielt die Lokalbahngesellschaft noch die Konzession für die Fortführung der Strecke bis Wallern. Am 16. Oktober 1899 ging die Streckenerweiterung in Betrieb.
Im Jahr 1908 fusionierte die Lokalbahn Wodňan–Prachatitz mit der benachbarten Lokalbahn Strakonitz–Winterberg. Fortan firmierte die Lokalbahngesellschaft als Vereinigte Böhmerwald-Lokalbahnen. Die neue Gesellschaft erhielt zudem die Konzession für die Erweiterung der bestehenden Strecke nach Salnau und zur Reichsgrenze in Neuthal. Die neue Strecke wurde am 12. Juni 1910 eröffnet. Grenzbahnhof zu den Königlich Bayerischen Staatseisenbahnen war der bayrische Bahnhof Haidmühle, wo die am 15. November 1910 eröffnete Bahnstrecke Waldkirchen–Haidmühle anschloss.
Im Jahr 1912 wies der Fahrplan der Lokalbahn drei Personenzugpaare 2. und 3. Klasse aus. Sie benötigten für die 85 Kilometer lange Strecke etwa 3,5 Stunden. Sonn- und feiertags bediente ein zusätzlicher Zug den Abschnitt Wallern–Haidmühle.

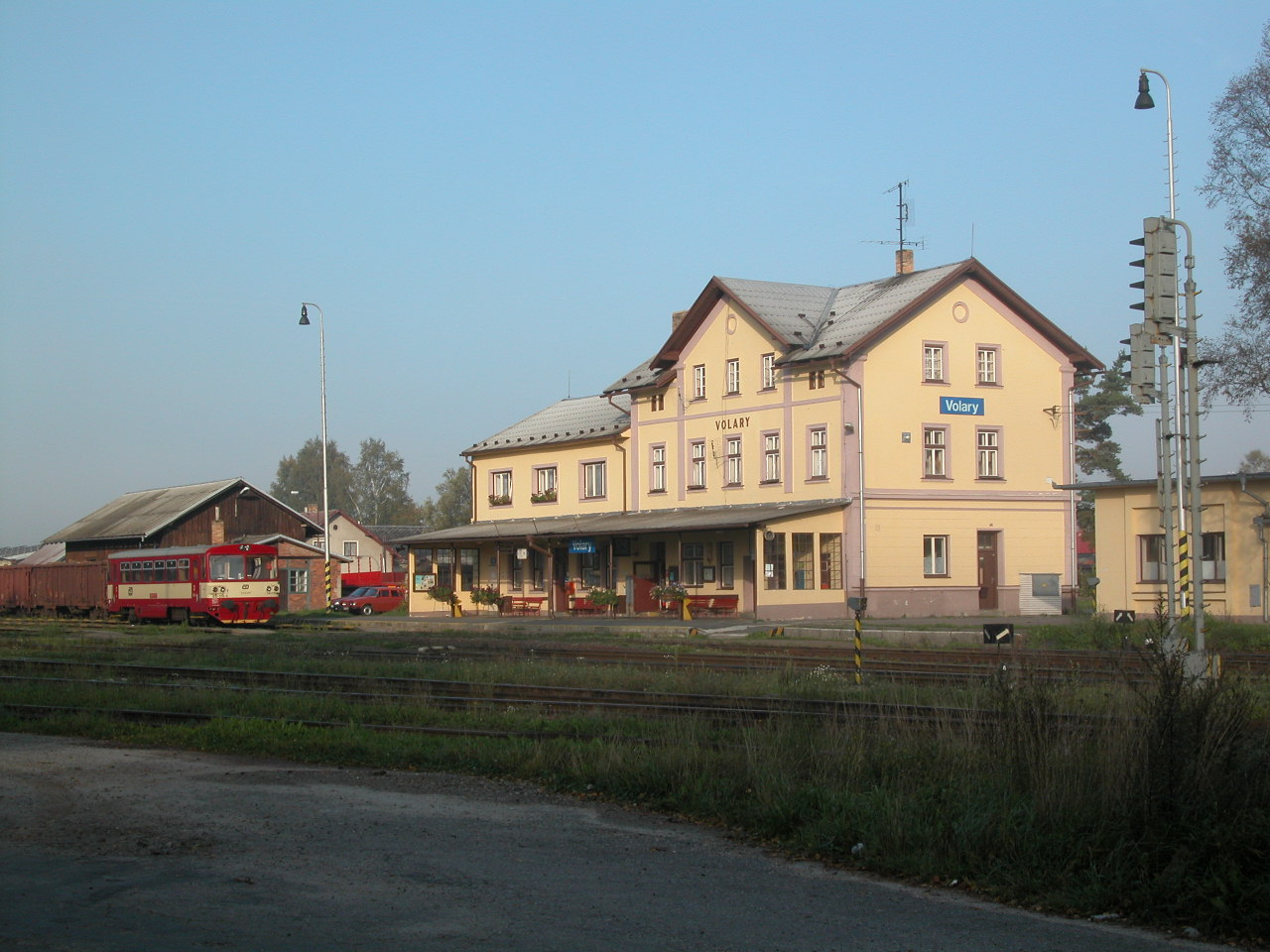
Bahnhof Volary (2007)

Nach dem Zerfall Österreich-Ungarns im Oktober 1918 ging die Betriebsführung an die neu gegründeten Tschechoslowakischen Staatsbahnen (ČSD) über. Mit der Verstaatlichung der Lokalbahngesellschaft gehörte ab 1. Jänner 1925 auch die Infrastruktur zum Netz der ČSD.
Mit dem Einsatz moderner Motorzüge kam es Ende der 1920er Jahre zu einer signifikanten Fahrzeitverkürzung. Der Winterfahrplan von 1937/38 verzeichnete bis zu zehn Personenzugpaare 3. Klasse, die zumeist als Motorzug verkehrten. Fünf Zugpaare bedienten den grenzüberschreitenden Abschnitt Wallern–Haidmühle, wo stets Anschluss an die Züge nach Passau bestand. Die Fahrzeit in der Relation Číčenice–Wallern betrug etwa zwei Stunden, zwischen Wallern und Haidmühle etwa 30 Minuten.
Nach der Angliederung des Sudetenlandes an Deutschland im Herbst 1938 kam der Abschnitt zwischen Prachatitz und Haidmühle zur Deutschen Reichsbahn, Reichsbahndirektion Regensburg. Die restliche, im Protektorat Böhmen und Mähren verbliebene Strecke wurde durch die Protektoratsbahnen Böhmen und Mähren (ČMD-BMB) betrieben. Im Reichskursbuch war die Verbindung als Kursbuchstrecke 426r Passau–Haidmühle (Niederbay)–Prachatitz enthalten. Nach dem Ende des Zweiten Weltkrieges kam die Strecke wieder vollständig zu den ČSD. Der grenzüberschreitende Verkehr wurde nicht wiederaufgenommen. Endpunkt im Binnenverkehr der ČSD war zunächst Nové Údolí. Am 29. Mai 1977 wurde der Reiseverkehr schließlich bis Stožec zurückgezogen.
Als Neuerung verkehrte ab 1950 ein mit Triebwagen geführter Schnellzug zwischen Prag und Prachatice. In späteren Jahren gab es dann Kurswagen zwischen Prag und Volary. Diese direkte Zugverbindung zwischen der tschechoslowakischen Hauptstadt und dem Böhmerwald wurde erst in den 1990er Jahren aufgegeben.

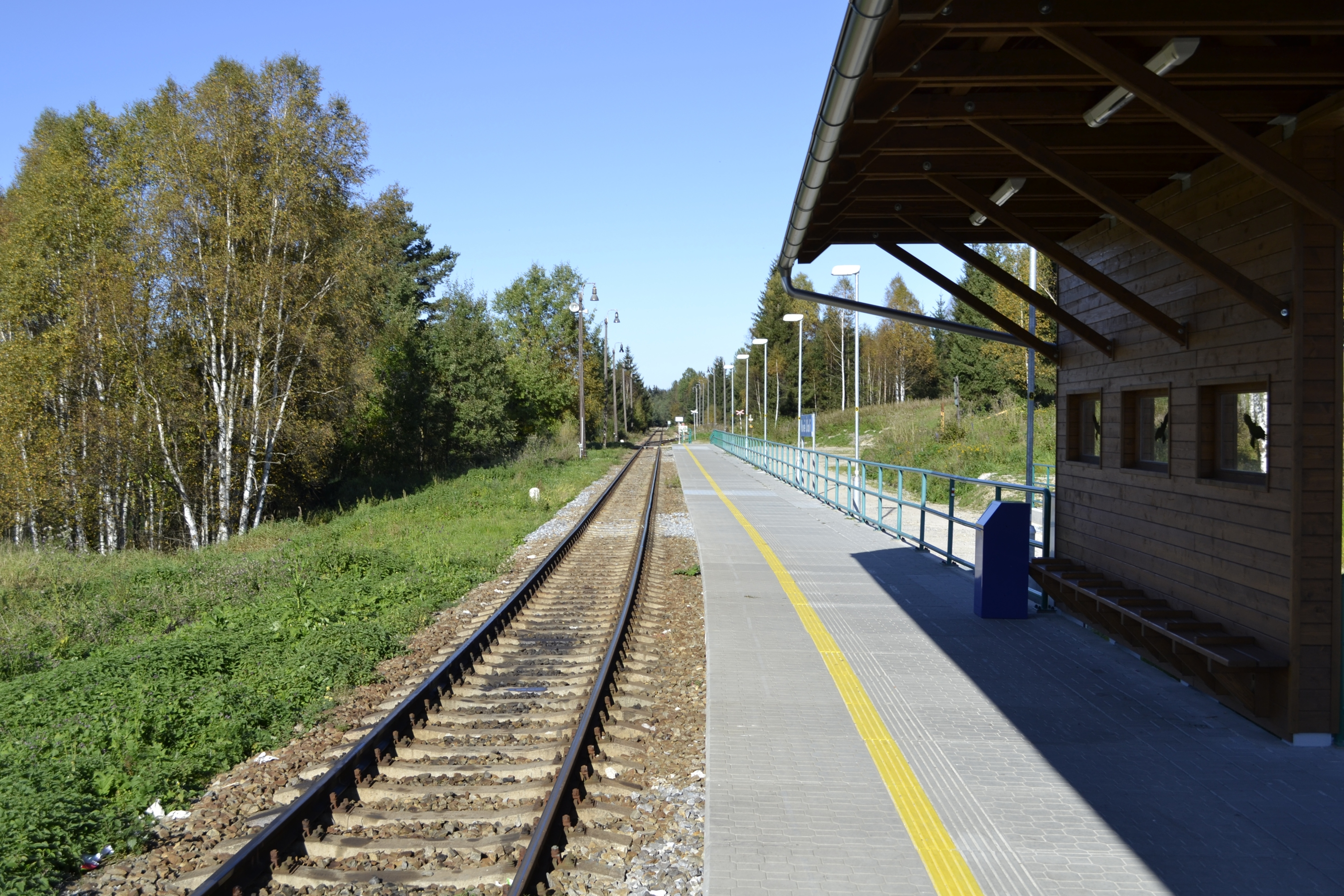
Bahnhof Nové Údolí (2011)

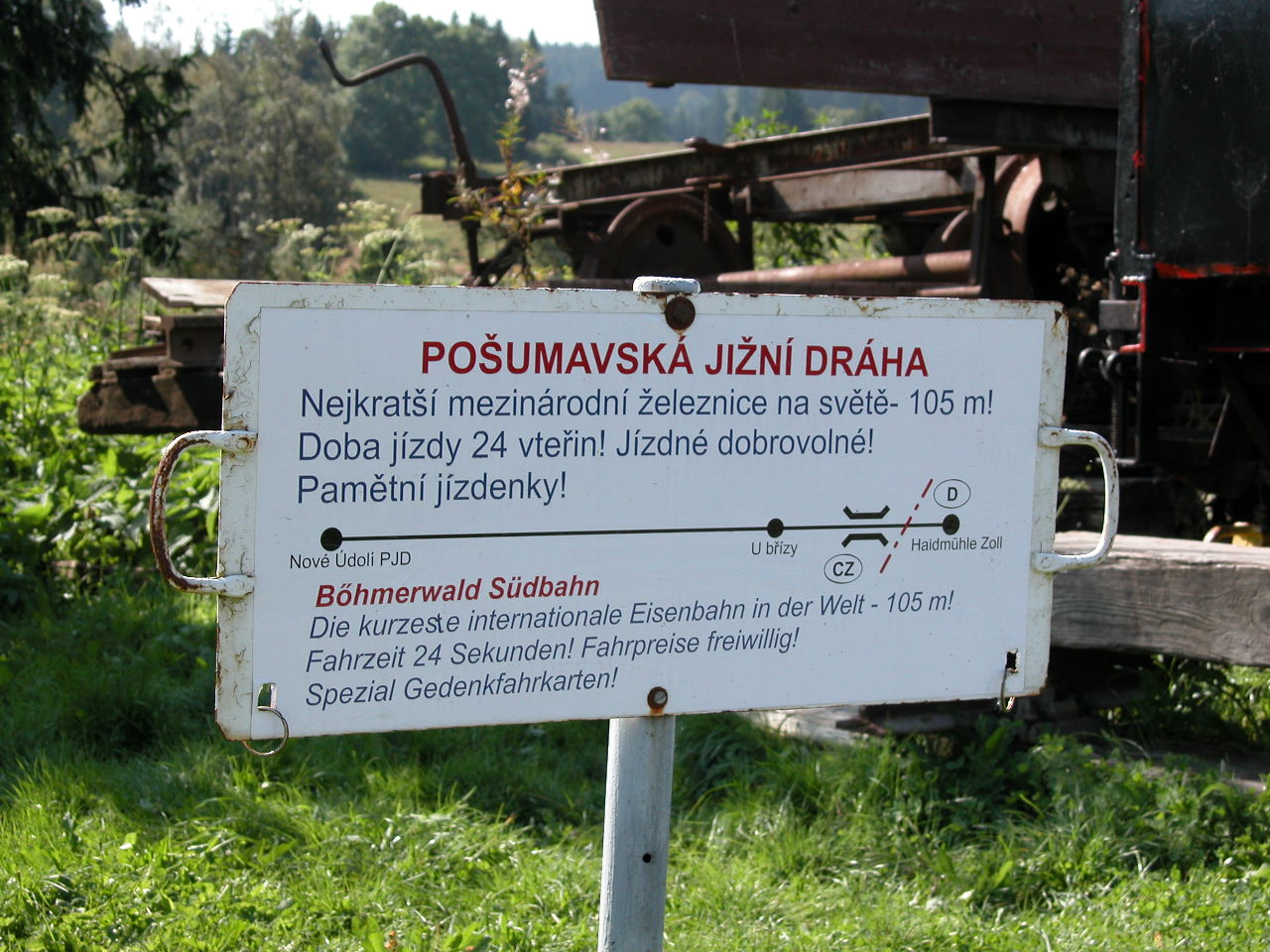
„Pošumavská jižní dráha“

Nach dem Fall des Eisernen Vorhangs fuhr die ČSD ab 1. Juli 1990 mit ihren Reisezügen wieder bis an die Staatsgrenze in Nové Údolí, wo ein Straßengrenzübergang eingerichtet wurde. Weitergehende Planungen für einen Wiederaufbau der Trasse bis Haidmühle konnten jedoch aus finanziellen Gründen nicht realisiert werden. Ein Kuriosum ist die in den 1990er Jahren aufgebaute Museumsbahn am heutigen Streckenende. Die als Pošumavská jižní dráha firmierende Bahn wirbt mit dem Slogan „kürzeste internationale Eisenbahn der Welt.“
Am 1. Januar 1993 ging die Strecke im Zuge der Auflösung der Tschechoslowakei an die České dráhy (ČD) über. Seit 2003 gehört sie zum Netz des staatlichen Infrastrukturbetreibers Správa železniční dopravní cesty (SŽDC).
Im Zuge der Reaktivierung der Bahnstrecke Passau–Freyung wurde am Bahnhof Nové Údolí eine ÖPNV-Schnittstelle zwischen Bus und Bahn gebaut. An den Wochenenden verkehren Busse nach Waldkirchen, wo Anschluss an die Züge nach Passau besteht.
Im Fahrplan 2019 wird die Strecke Číčenice–Nové Údolí im Zweistundentakt von Personenzügen bedient. Alternierend verkehren zwischen Černý Kříž und Nové Údolí noch die Züge der Linie České Budějovice–Nové Údolí, so dass dort ein teilweiser Einstundentakt entsteht.
Seit dem 5. Juli 2018 gibt es durch GW Train Regio eine in der Sommersaison betriebene, grenzüberschreitende Buslinie, die als „GW Bus“ vermarktet wird. Sie verbindet den Bahnhof Nové Údolí und Haidmühle. Die Anschlüsse von den Zügen zum Bus und umgekehrt sind hierzu angepasst.
Während einer Vollsperrung vom 25. September bis 16. Oktober 2024 soll der Oberbau zwischen Černý Kříž und Nové Údolí erneuert und lückenlos verschweißt werden.
Die Elektrifizierung der Teilstrecke Číčenice–Prachatice ist im Rahmen der Dekarbonisierung des Eisenbahnbetriebs bis 2032 vorgesehen.
Im Juli 2024 gab die Infrastrukturverwaltung bekannt, dass mit den Planungen für eine sogenannte einfache Elektrifizierung der Strecke von Volary bis Černý Kříž (und weiter nach České Budějovice) begonnen wird. Die Elektrifizierung ist für die Jahre 2027 und 2028 vorgesehen.

## Fahrzeugeinsatz
Die kkStB setzten auf der Strecke Lokomotiven der Reihen 97 und 178 ein, die von der Lokalbahngesellschaft finanziert wurden.
Bis 2017 wurde der Reisezugverkehr mit den Triebwagen der ČD-Baureihe 810 und deren modernisierter Version ČD-Baureihe 814 abgewickelt. Auf der Relation České Budějovice–Nové Údolí wurden überwiegend lokomotivbespannte Reisezüge eingesetzt. Sie bestanden aus einer Diesellokomotive der ČD-Baureihe 749 und Görlitzer Doppelstockwagen.
Seit Dezember 2017, mit Betriebswechsel zu GW Train Regio, verkehren RegioSprinter (Baureihe 654).

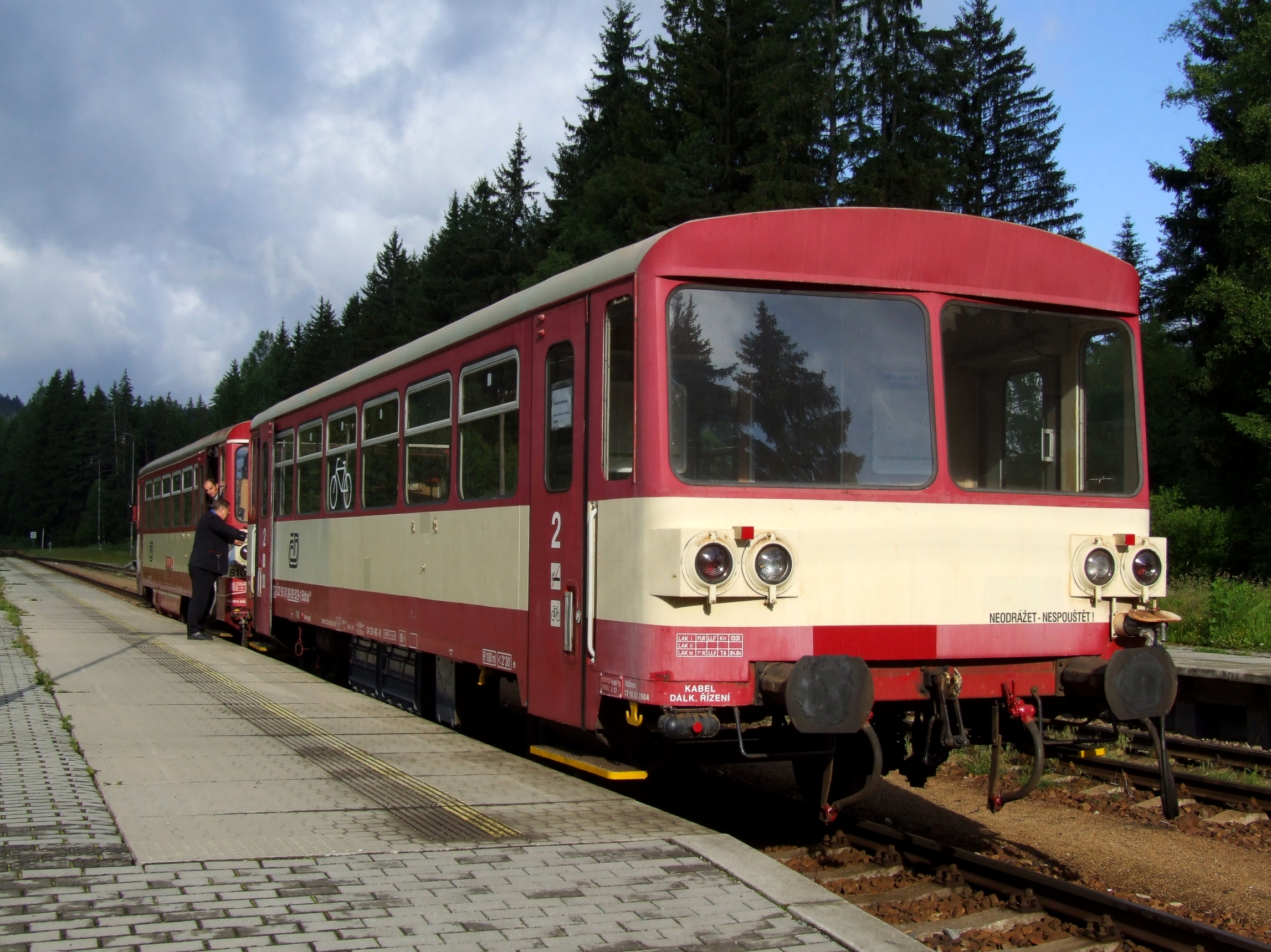
ČD-Baureihe 810 (Černý Kříž, 2011)
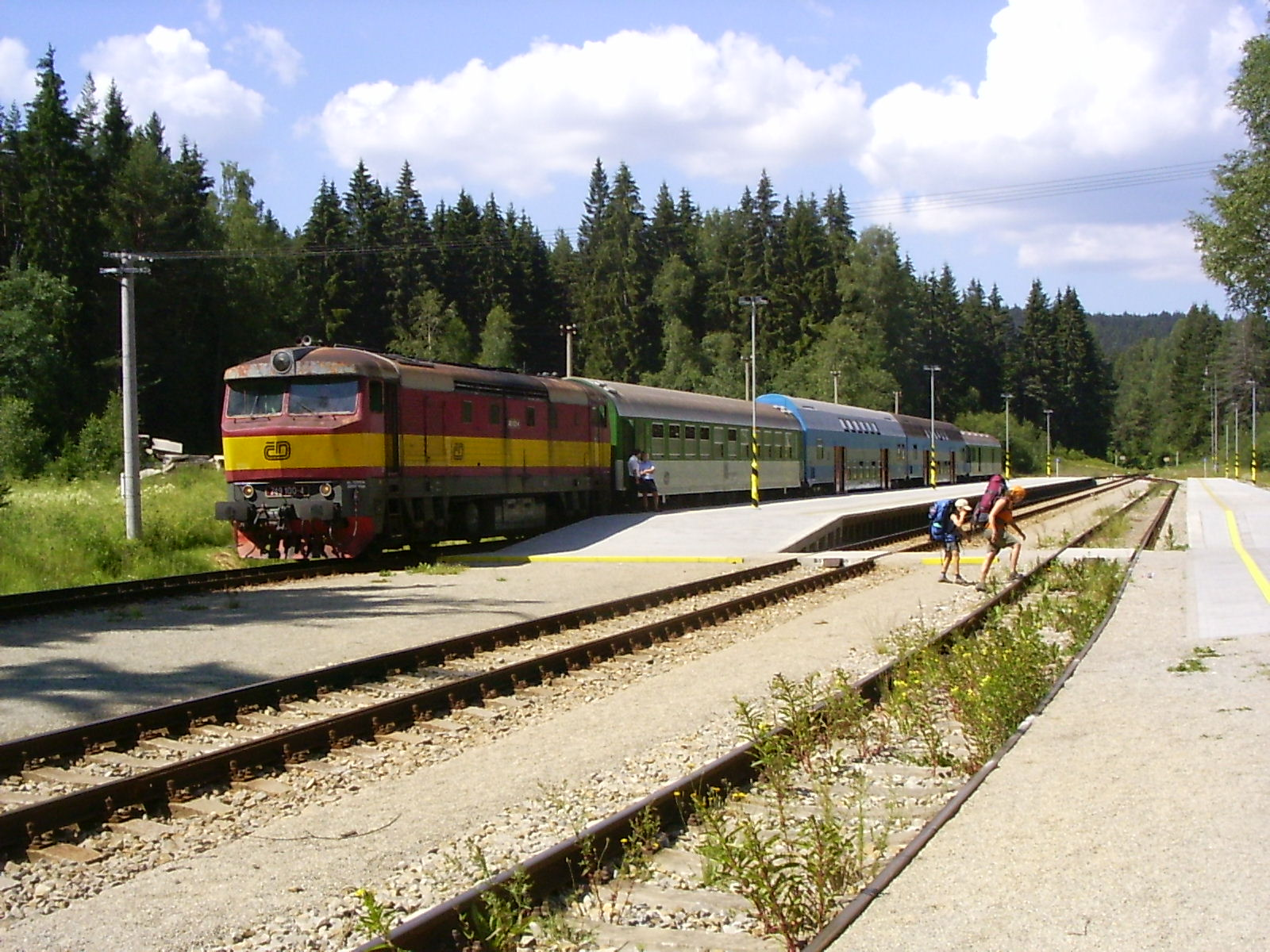
ČD-Baureihe 749 mit Doppelstockwagen (Černý Kříž, vor April 2008)
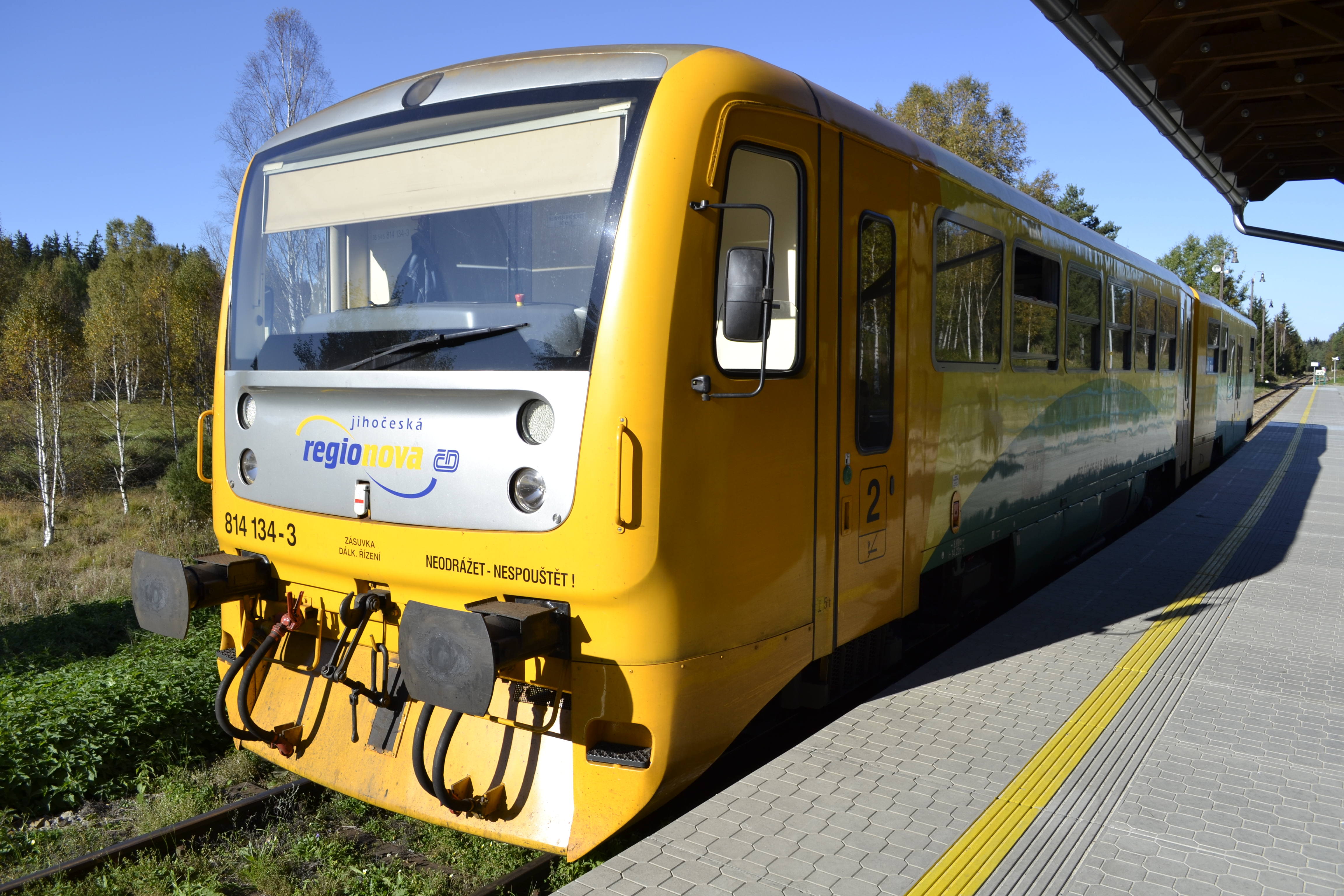
ČD-Baureihe 814 (Nové Údolí, 2011)